# كاسبر يوهانسن
كاسبر يوهانسن (بالدنماركية: Casper Johansen)‏ هو لاعب كرة قدم دنماركي في مركز الوسط، ولد في 28 يوليو 1988 في الدنمارك في مملكة الدنمارك. شارك مع منتخب الدنمارك تحت 18 سنة لكرة القدم ومنتخب الدنمارك تحت 21 سنة لكرة القدم. أما مع النوادي، فقد لعب مع نادي هورسينس وهولشتاين كيل.

## وصلات خارجية
- كاسبر يوهانسن على موقع قاعدة بيانات كرة القدم.إي يو (الإنجليزية)
- كاسبر يوهانسن على موقع بيانات كرة القدم. دي إي (الألمانية)
- كاسبر يوهانسن على موقع عالم كرة القدم.نت (الإنجليزية)